# Odznaka Strzelecka Polskiego Związku Strzelectwa Sportowego
Odznaka Strzelecka (OS) – okresu II Rzeczypospolitej Polskiej ustanowiona została w 1930r. przez Komendanta Głównego Związku Strzeleckiego. Wyróżniano nią osoby wykazujące się umiejętnościami strzelania z broni sportowej i bojowej. Odznaka dzieliła się na cztery klasy.
Prawo otrzymania odznaki przysługiwało każdej osobie, która podczas zawodów strzeleckich uzyskała wyniki przewidziane regulaminami poszczególnych konkurencji. Organem przyznającym Odznakę Strzelecką była Komenda Wojewódzka Związku Strzeleckiego.
Oznakę Odznaki Strzeleckiej stanowi metalowa kompozycja, składająca się z wyobrażenia tarczy strzeleckiej dziesięciopierścieniowej umieszczonej w rombie. W górnej części tarczy znajduje się stylizowane godło państwowe. W obwodzie rombu są ozdobne wypustki w kształcie trójkątów, średnica tarczy wynosi 22 mm, całej oznaki – 31 mm, wysokość godła – 10 mm. Odznaka mocowana jest na gwintowany bolec z nakrętką. Spotyka się również odmianę oznaki o wymiarach jak opisana z tą różnicą, że tarcza jest emaliowana, a na tarczy nałożony jest srebrzony orzełek strzelecki.

## Stopnie odznaki
Odznaka Strzelecka miała cztery klasy:
- OS wyborowa – złocona i posiada w dolnej części tarczy – gałązkę dębową,
- OS złota, I kl. – złocona,
- OS srebrna, II kl. – srebrzona
- OS brązowa, III kl. – brązowa